# Vestibulum major
Vestibulum major là một loài tò vò trong họ Ichneumonidae.